# Богуславский, Леонид Борисович
Леонид Борисович Богусла́вский (род. 17 июня 1951, Москва) — канадский российский предприниматель, один из крупнейших инвесторов в IT-компании, основатель и генеральный партнёр компании «RTP Global» (ранее ru-Net).
В мировом рейтинге Forbes 2023 года занимал 787 место с состоянием $3,6 млрд. С 2022 года находится под международными санкциями из-за вторжения России на Украину.

## Биография
Родился в семье литератора Зои Богуславской и учёного-инженера Бориса Кагана; пасынок поэта Андрея Вознесенского. В 1973 году окончил Московский институт инженеров транспорта по специальности «прикладная математика». В 1973—1990 годах занимался научной работой в Институте проблем управления АН СССР, математическими исследованиями компьютерных систем и сетей, заведовал лабораторией. Доктор технических наук.
В 1985 году вместе с командой разработчиков из Академии наук Молдавской ССР начал проект по созданию программной системы, позволяющей объединять мейнфреймы IBM с мини-компьютерами Digital и персональными компьютерами в единую сеть, в 1987 году на выставке в Чехословакии, где демонстрировалась система, были получены два крупных контракта на внедрение системы.
В 1989 году получил предложение от компании Oracle заняться дистрибуцией её программных продуктов в СССР. Через 2 недели вернулся в Россию, чтобы развивать бизнес Oracle. Был приглашённым профессором в университете Торонто (Канада). В 1991—1992 годах Богуславский преподавал на кафедре компьютерных систем в Университете Торонто. Получил долю в компании «ЛогоВАЗ», которая занималась внедрением на ВАЗе систем Oracle и других мировых системных интеграторов. Позже стал заместителем гендиректора по коммерции.
В 1992 году выкупил у компании и её акционеров компьютерный бизнес, расплатившись долей в капитале, и сосредоточился на собственном бизнесе, создав компанию LVS, ставшую первым дистрибьютором Oracle на постсоветском пространстве, а также ряда других американских ИТ-производителей (в том числе Sequent, Sun Microsystems, Cisco, Compaq, SCO, Chipcom, Motorola, Sybase). В 1994 году компания LVS получила крупный контракт на комплексную информатизацию и создание сетевой инфраструктуры Государственной думы России. В конце 1996 года Богуславский продал компанию LVS фирме Price Waterhouse (впоследствии — PwC), в начале 1997 года назначен старшим партнёром Price Waterhouse, возглавив подразделение управленческого консалтинга. В конце 1997 года возглавлял переговоры с «Газпромом» на стороне Price Waterhouse, в результате которых в середине 1998 года заключён крупный контракт на $140 млн на системную интеграцию и внедрение SAP. В 1998 году занял в PwC должность руководителя направления электронного бизнеса в странах Центральной и Восточной Европы.
В 2000 году при участии UFG, Baring Vostok и Rex Capital основал инвестиционную компанию ru-Net Holdings с суммарным начальным капиталом $20 млн. В первый год компания инвестировала в «Яндекс» ($5,27 млн за долю в 35 %) и в интернет-магазин Ozon.ru (контрольный пакет за $3 млн) (оба проекта входили в состав крупных ИТ-компаний в виде непрофильных бизнесов — Comptek и Reksoft соответственно).
В 2001 году ушёл из PwC, полностью сосредоточившись на работе в инвесткомпании. В 2002 году компания приобрела доли в российском системном интеграторе TopS BI и оффшорном разработчике VDI (впоследствии VDI была объединена с компанией Epam).
В 2006 году бизнес ru-Net Holdings был реструктурирован: в инвестиционной компании, переименованной в Internet Search Investments, остался только инвестиционно привлекательный пакет акций Яндекса, а остальные активы (в том числе акции Ozon.ru, TopS и VDI) были распределены между акционерами. В том же году Богуславский создал отдельную компанию с названием, похожим на прежнюю фирму — ru-Net, под управление которой перевёл принадлежащие ему активы.
В том же году стал председателем совета директоров группы «Систематика», в которую вошла компания TopS BI Богуславского и Феликса Гликмана, позднее крупный пакет акций группы продан инвестиционному подразделению «Альфа-Групп».
В 2008 году, после участия в разработке стратегии интернет-инвестиций, отказался от вступления в DST Усманова и Мильнера в обмен на передачу доли в «Яндексе» в общий инвестиционный портфель. В том же году вышел из состава совета директоров «Яндекса» из-за возможного конфликта интересов с новыми инвестициями.
В 2011 году после IPO «Яндекса» продал часть своего пакета поисковика за $70 млн, из них порядка $60 млн инвестировал в выкуп нового выпуска акций интернет-магазина «Ozon». Также в 2010 году фонд ru-Net инвестировал в онлайн-кинотеатр Ivi.
В 2011 год создал в США дочерний венчурный фонд RTP Ventures объёмом $100 млн, а в 2011—2012 годах ru-Net продал свои доли в российских системных интеграторах «Систематика», «Энергодата», PSI Energo и белорусском разработчике Epam. По итогам 2011 года признан русским изданием «интернет-инвестором года». К 2012 году инвестиционный портфель составил около $700 млн 40 компаний в России, Европе, США, Канаде, Индии, Турции, Юго-Восточной Азии. Он включает компании на различных стадиях.
Среди инвестиций начала — середины 2010-х годов — Delivery Hero, английский онлайн-магазин made.com, датско-американская финтех компания Tradeshift, американский облачный телеком RingCentral, американская система облачного мониторинга DataDog.
В 2017 году вошёл в Наблюдательный совет Сбербанка. В 2021 году покинул его по собственной инициативе.
В память об отчиме Андрее Вознесенском Леонид совместно со своей матерью Зоей Богуславской учредил премию «Парабола», одноимённую с одним из первых сборников стихов поэта, опубликованным в 1960 году. З. Богуславская и её сын также являются инициаторами создания в Москве культурного Центра Вознесенского, открывшегося в день рождения поэта — 12 мая 2018 года. Центр расположился в районе Замоскворечье г. Москвы, где прошло детство А. Вознесенского. Для реализации проекта на средства семьи у частного собственника была выкуплена бывшая усадьба штабс-капитана Демидова 1917 года постройки, памятник архитектуры XIX века[уточнить].
Получил гражданство Канады, по собственному утверждению, в начале 1990-х годов, когда работал преподавателем кафедры компьютерных систем в Университете Торонто в Канаде. После введения антироссийских санкций 2022 года стал проходить в различных рейтингах не как российский, а как канадский предприниматель, исчез из публичного пространства.

## Санкции
Из-за поддержки российской агрессии и нарушения территориальной целостности Украины во время российско-украинской войны находится под персональными международными санкциями Украины с 19 октября 2022 года в соответствие с указом президента Украины №727/2022.

## Семья и увлечения
Женат, отец четверых детей, живёт в Италии. Увлекается кайтсёрфингом, горными лыжами, экстремальными путешествиями, триатлоном (участвует в соревнованиях Ironman, организатор коммерческого спортивного клуба для подготовки российских триатлетов-любителей). В 2017 году основал мировую лигу триатлона Super League Triathlon. Болельщик футбольного клуба «Спартак (Москва)».

## Награды
- Орден Дружбы (15 марта 2021 года) — за заслуги в становлении и развитии российского сегмента информационно-телекоммуникационной сети «Интернет»[29].